# Krwawa pięść II
Krwawa pięść II (tytuł oryg. Bloodfist II) – amerykańsko-filipiński film akcji z roku 1990, pierwszy z licznych sequeli kultowej Krwawej pięści (1989) Terence'a H. Winklessa.

## Obsada
Źródło: Filmweb.pl
- Don Wilson – Jake Raye
- Monsour Del Rosario – Tobo Castenerra
- Joe Mari Avellana – Su